# Abdelali Chaji
Abdelali Chajii (ur. 11 lipca 1983) – marokański piłkarz, grający na pozycji napastnika. Od 2014 roku pozostaje bez klubu.

## Kariera klubowa
Zaczynał karierę w Hassanii Agadir. W tym zespole zadebiutował 20 sierpnia 2011 roku w meczu przeciwko Maghrebowi Fez, przegranym 2:0. Zagrał całą pierwszą połowę. W pierwszym sezonie zagrał 12 spotkań. 
W sezonie 2012/13 zagrał 14 meczów
W kolejnym sezonie zagrał jedno spotkanie.
Łącznie w Hassanii zagrał 27 meczów.
Od 1 lipca 2014 roku pozostaje wolnym graczem.